# Virion

Schematischer Aufbau des HI-Virions.

Als Virion (Plural Viria, Virionen oder Virions), selten auch Viron, wird ein einzelnes Viruspartikel bezeichnet, das sich außerhalb einer Zelle befindet. Virionen bzw. Viren zählen nicht zu den Lebewesen (Organismen), insbesondere weil sie keinen eigenen Stoffwechsel haben und sich nur parasitisch mittels fremder Zellen replizieren (vermehren) können.
Während der Begriff „Virion“ allein der Strukturbeschreibung von Viruspartikeln außerhalb von Zellen dient, sind bei dem weiteren Begriff „Virus“ auch biologische Eigenschaften wie die Infektiosität eines Virions mit eingeschlossen.

## Bestandteile
Ein Virion besteht aus einem oder mehreren Nukleinsäuremolekülen (Genom: Einzelstrang oder Doppelstrang-RNA oder -DNA).
Eventuell befinden sich im Virion weitere Proteine (beispielsweise mit enzymatischen Aktivitäten) und/oder Nukleoproteine.

### Kapsid
Diese Bestandteile sind bei einer großen Mehrheit der Viren in eine Proteinkapsel, dem Kapsid, verpackt. Oft werden die Kapsidproteine in Haupt- und Nebenkapsidproteine unterschieden (englisch major/minor capsid protein, MCP und mCP).
In Ausnahmefällen gibt es auch Viren ohne Kapsid (d. h. echte Virionen), etwa bei den RNA-Viren der Narnaviridae und den Viroiden der Pospiviroidae (mit dem Citrus-Exocortis-Viroid und dem Zitrusrindenriss-Viroid).
Besteht das Genom aus mehreren Segmenten, so sind diese gewöhnlich zusammen in einem Kapsid verpackt (Beispiel Influenzaviren), bei einigen Viren können die Segmente auch einzeln in Kapside verpackt sein (Beispiel Nanoviridae).
Bei vielen Viren haben die Virionen ikosaedrische Symmetrie, die ideal isometrisch oder länglich gestreckt sein kann. Viele Virionen haben aber auch andere Gestalt:
- Inoviridae und Filoviridae: fadenförmig/filamentös/helikal
- Ampullaviridae: flaschenförmig
- Bicaudaviridae, Fuselloviridae, Halspiviridae und Thaspiviridae: spindel- bis zitronenförmig
- Poxviridae und Ovaliviridae: ovoid bis ellipsoid
- oder wie bei der Gattung Gammaretrovirus und anderen Retroviridae wie HIV ungefähr rundlich bis komplex vielgestaltig (pleomorph).

Aus der Mikroskopie gibt es Hinweise auf noch sehr viel mehr spezielle Morphotypen.

### Schwanz
In einigen Virengruppen – wie der Klasse Caudoviricetes („Schwanzviren“) und der Gattung Tupanvirus – trägt das Kapsid ein Anhängsel, das als „Schwanz“ (englisch tail) bezeichnet wird.

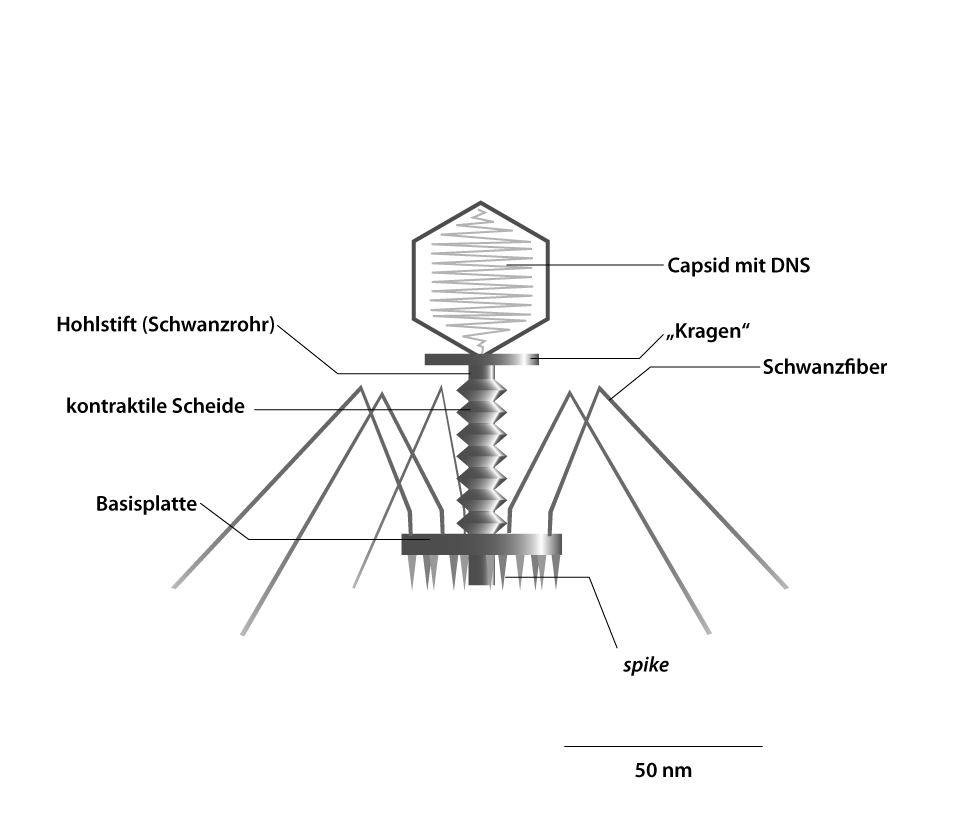
Morphologie der Caudoviricetes am Beispiel des Enterobacteria-Phagen T2

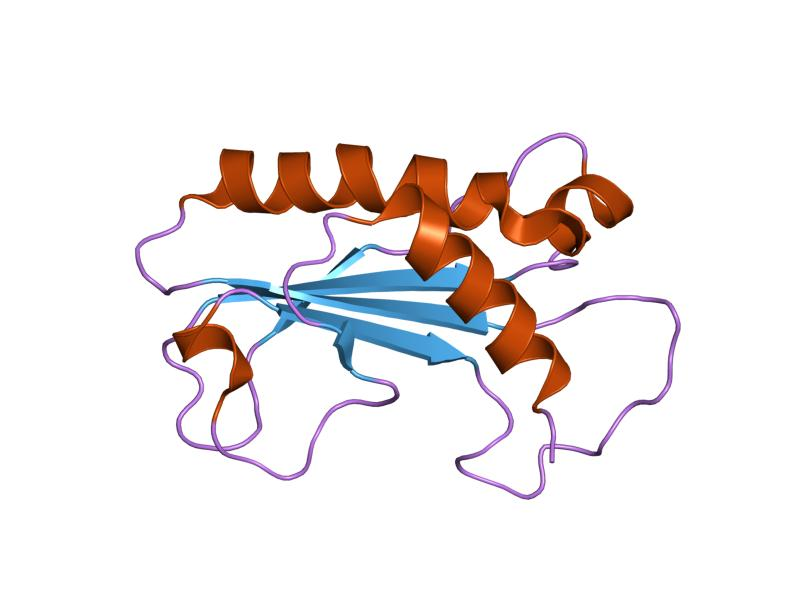
Minor tail protein (mTP) des Phagen λ

Der Schwanz der Caudoviricetes gliedert sich gewöhnlich u. a. in
- Hals (englisch neck), ggf. mit Kragen (engl. collar),
- eine m. o. w. lange, ggf. kontraktile Schwanzscheide (engl. sheath)
- eine Basisplatte (engl. base plate)
- ggf. Schwanzfibern/Schwanzspikes (engl. tail fibers/tail spikes).

Mit letzteren wird der Kontakt zur Wirtszelle aufgenommen. Der Schwanz dient bei diesen Viren als Injektionsapparat, um das eigene Genom in die Wirtszelle einzubringen. Auch beim Caudoviricetes-Schwanz unterscheidet man major und minor tail protein (MTP und mTP), etwa beim Enterobacteria-Phagen Lambda, dazu kommt ggf. ein tail spike protein (TSP) oder tail fiber protein (TFP).
Auch bei Viren mit helikaler Morphologie (wie den Rudiviridae und Ahmunviridae) bezeichnet man für die Rezeptorbindung zuständige endständige Faserproteine als Schwanzfaserproteine (tail fiber proteins).

### Spikes
Aus dem Kapsid können sog. Spikes (Peplomere) herausragen, wie beispielsweise bei den Coronaviridae, den Tectiviridae und anderen. Mit diesen wird der Kontakt zur Wirtszelle aufgenommen.
Bei den Viren der Gattung Chlorovirus besitzen die Virionen einen einzelnen Dorn (Spike), der als Injektionsapparat dient; ausfahrbare Injektionsapparate finden sich bei Virionen der Familie Tectiviridae.

### Virushülle
Bei zahlreichen Virusarten hat das Virion zusätzlich eine äußere Lipidmembran, die Virushülle.